# عزت‌آباد (خوی)
عزت‌آباد روستایی در دهستان دیزج بخش مرکزی شهرستان خوی استان آذربایجان غربی ایران است.

## جمعیت
بر پایه سرشماری عمومی نفوس و مسکن در سال ۱۳۹۵ جمعیت این روستا ۱٬۹۱۲ نفر (۴۵۰خانوار) بوده‌است.